# 圣米歇尔贝尔蒙德别墅

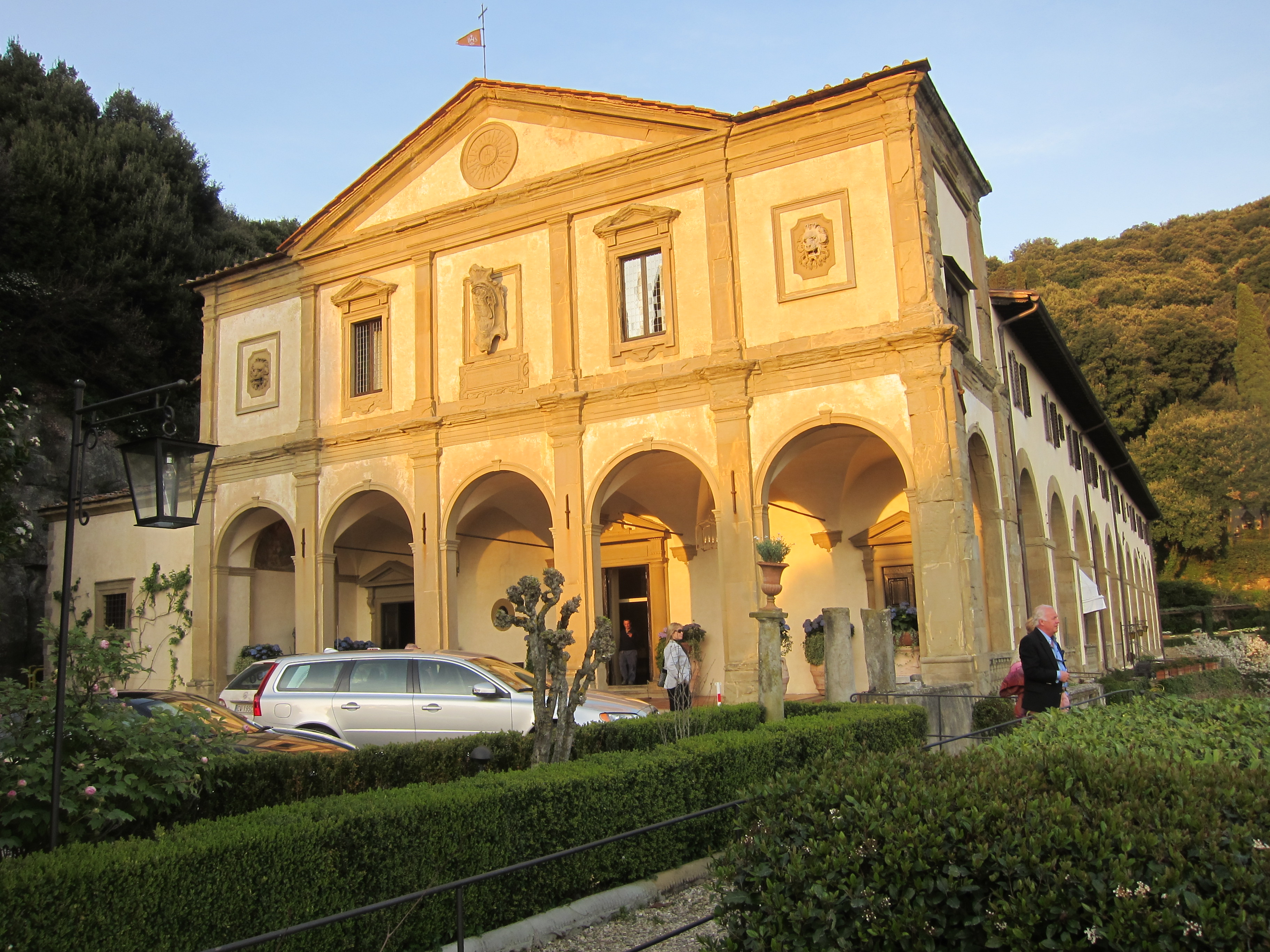
圣米歇尔贝尔蒙德别墅

圣米歇尔贝尔蒙德别墅（Belmond Villa San Michele）是意大利菲耶索莱山上的一座豪华酒店，俯瞰着佛罗伦萨。它以圣弥额尔总领天使堂命名。今天，它由贝尔蒙德有限公司拥有。

## 历史

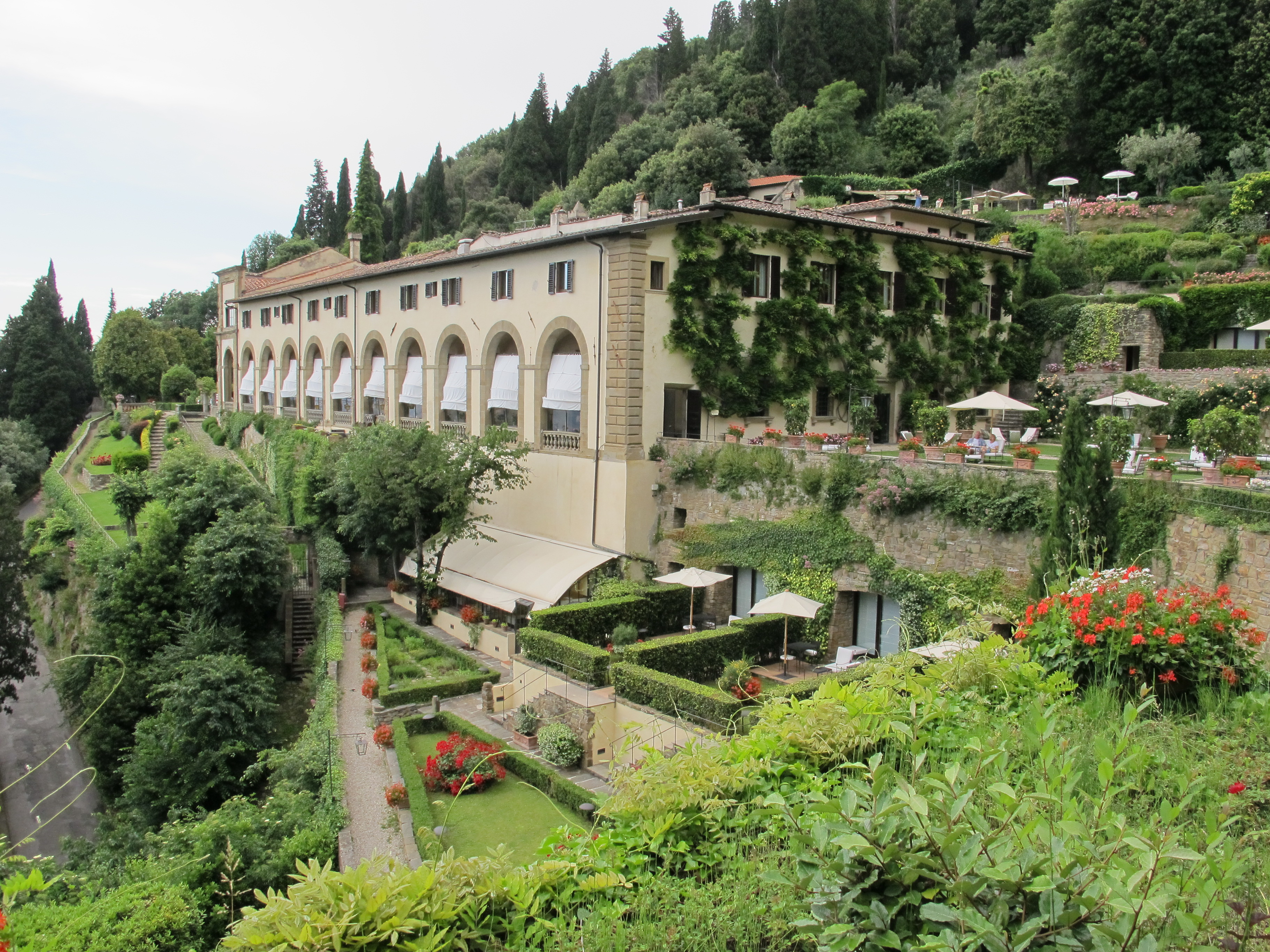
圣米歇尔贝尔蒙德别墅

原来的建筑是一座方济各会修道院，建于15世纪初， 土地是由佛罗伦萨的达万扎蒂斯家族捐赠。
目前的建筑，其立面出自米开朗基罗之手，其雄伟的门廊可追溯到1600年，由乔瓦尼·迪·巴托洛梅奥·达万扎蒂扩建并彻底改建。
修道院一直是方济各会的财产，直到1808年，修会被拿破仑解散， 1817年，它改为世俗用途。到这个时候，许多珍贵的财产已经分散在佛罗伦萨的教堂和艺术画廊。
1900年，亨利·怀特·坎农从纽约市收购该别墅 他精心规划花园，建造大型温室，并按照维多利亚时代的时尚修复了建筑，增加了锻铁门。他还为庭院建造了玻璃和铁的屋顶，将其改造成冬季花园。
在第二次世界大战期间，别墅遭到严重破坏。1950年，卢西安·泰西尔蒙席将其买下，作为私人住宅。他出资修复一楼的20个房间。他把别墅变成一家酒店，服务于参观附近佛罗伦萨和周围的乡村艺术珍品的游客。
1982年，已经拥有威尼斯奇普里亚尼酒店 (Hotel Cipriani)的东方快车酒店购买了圣米歇尔别墅和周围的土地。  在佛罗伦萨美术局的合作下，开始对建筑物进行全面修复。2014年，东方快车酒店有限公司更名为贝尔蒙德公司，圣米歇尔别墅更名为圣米歇尔贝尔蒙德别墅。